# Dynamic frequency selection

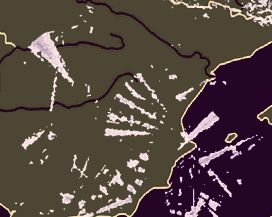
Interférences dues à du Wi-Fi à 5 GHz Wi-Fi, vues sur un radar météorologique à effet doppler.

La Dynamic Frequency Selection (DFS) (sélection dynamique de fréquence) est un mécanisme d'allocation de canal pour les réseaux sans fil utilisant le Wi-Fi. Il a été conçu pour empêcher les interférences avec les autres usages de la bande C de fréquences, notamment certains radars militaires, satellites de télécommunications et radars météorologiques. Il a été standardisé en 2003 dans l'amendement IEEE 802.11h de la norme IEEE 802.11.

## Mécanisme
Le pattern de pulsations radar, le niveau de puissance et la bande de fréquence sur laquelle le mécanisme du DFS agit sont décidés localement par les États ou juridictions compétentes. Par exemple, le DFS est rendu obligatoire par la FCC aux États-Unis pour la bande 5470-5725 MHz U-NII (en).
Les points d'accès doivent automatiquement sélectionner les canaux ayant de faibles niveaux d'interférences au sens de la réglementation. L'équipement doit écouter la bande des 5 GHz et, en cas de détection d'un signal radar sur le canal utilisé, le DFS oblige le point d'accès à changer de canal si le choix de canal est en mode automatique. En revanche, si le canal a été choisi manuellement, le DFS désactive le point d'accès.

## Interférences avec les radars météorologiques
Avant l'apparition du Wi-Fi, l'utilisation la plus importante des fréquences dans la bande autour de 5 GHz était due aux radars météorologiques Doppler d'aéroport,. La décision d'utiliser la bande des 5 GHz pour le Wi-Fi a été prise en 2003 lors d'une Conférence mondiale des radiocommunications. Néanmoins, la communauté météorologique n'a pas été impliquée dans le processus,. Les implémentations peu rigoureuses ou les mauvaises configurations du DFS qui ont suivi ont posé de sérieuses perturbations de la surveillance météo dans plusieurs pays : en Hongrie, le système de radar météorologique a été rendu non-opérationnel pendant plus d'un mois et, à cause d'interférences trop importantes, les services météorologiques d'Afrique du Sud ont fini par abandonner la bande C, pour se reporter sur la bande S,.
En France, en février 2020, le radar de Plabennec dans le Finistère a été perturbé par un système de vidéosurveillance utilisant des liaisons sans fil de type Wi-Fi installées par la commune et, en juillet 2020, le radar météo de Montclar est perturbé par un émetteur Wi-Fi situé sur un château d’eau, dans un hameau de Gaillac. Dans ce genre de situations, les opérateurs des équipements problématiques sont responsables d’une infraction au titre de la réglementation des fréquences.